# Delphacodes marshalli
Delphacodes marshalli är en insektsart som först beskrevs av Scott 1873.  Delphacodes marshalli ingår i släktet Delphacodes och familjen sporrstritar. Inga underarter finns listade i Catalogue of Life.